# مطعم عشاء كارين
عشاء كارين هو من سلسلة مطاعم استرالية يهدف عمداً عن تجربة تناول طعام غير سارَة ويتم توجيه الموظفين لإهانة العملاء طوال وجباتهم.
اقتبس اسم المطعم من المصطلح العامي على الإنترنت (كارين) والذي يستخدم لوصف امرأة بيضاء مسنة وقحة بشكل نمطي.

## تاريخ المطعم
تم إنشاء السلسلة في أستراليا (سيدني) في عام 2021 من قبل إيدين ليفن وجيمس فاريل. المطعم ذو طابع خاص يعتمد على خدمة تجربة طعام غير سارة حيث يدفع العملاء للموظفين لإهانتهم وكان من المفترض ان يكون المطعم مطعماً منبثقاً لمدة ستة أشهر في وورلد سكوير.
اثارت فكرة المطعم في البداية ردات فعل متغايرة مما أثار الخوف بشأن ما إذا كانت الإهانات المتبادلة من الممكن ان تعرض الموظفين لسوء المعاملة من قبل العملاء.
اسم (كارين) هو إشارة إلى الإسم المستخدم في الميمات (النكت التي تنشهر بسرعة في مواقع التواصل) لوصف امرأة بيضاء في منتصف العمر ووقحة بشكل نمطي.
يطلب من الموظفين ارتداء شخصية وقحة والسخرية من العملاء بشكل هزلي اثناء تناول وجباتهم ومن المتوقع ان يعيد العملاء هذا السلوك من خلال التصرف بوقاحة تجاه الموظفين ومع ذلك يُحظر على العملاء والموظفين استخدام الإهانات العنصرية أو التحيز الجنسي أو رهاب المثلية الجنسية.
تتضمن العديد من هذه التبادلات لغة نابية ويجب ان يكون برفقة الاشخاص اللذين يقلون عن 16 عاماََ بالغين.
كما يمكن لمالكي بطاقة هوية تظهر ان اسمهم كارين الحصول على مشروب مجاني.
يرتكز المطعم علو وجبات العشاء الأمريكية في خمسينات القرن الماضي وتتميز القائمة بالهامبرغر وأجنحة الدجاج.
أصبح محتوى شائع لوسائل التواصل الإجتماعي خصوصاً على منصة (تيك توك) حيث نشر العملاء مقاطع فيديو لتفاعلاتهم مع الموظفين.
فتحت السلسلة في مواقع في المملكة المتحدة والولايات المتحدة ونيوزيلندا.
في شهر أغسطس سنة 2022 اثار المطعم جدلاً بعد ان انتشر مقطع يُظهر فيه أحد موظفي فريق العمل في منطقة بريزبين يتصرف بشكل غير لائق على منصة تيك توك حيث القى تعليقات غير لائقة موجهة إلى زبونة قاصر ووالدها الذي كان يشاركها الطعام بإتهامه انه يمارس الرذيلة مع الأطفال، فقام المتحدث باسم السلسلة بالرد بإنهم اصيبو بخيبة أمل بسبب السلوك وأن الحادث يتعارض مع إرشاداتهم.

## روابط خارجية
- الموقع الرسمي